# Mecerreyes
Mecerreyes es un municipio español de la provincia de Burgos, comunidad autónoma de Castilla y León. 

## Toponimia
El origen de Mecerreyes, es con toda probabilidad, de origen etimológicamente árabe (maza rais) que significa prado o campo. Sus habitantes son conocidos como guiletos, gentilicio que vendría derivado de la palabra hispano-árabe guilla, que significa cosecha; guileto, entonces, significaría quien recoge cosecha para alguien.
La localidad se sitúa en la Ruta de la Lana y en el Camino del Cid, ruta del destierro del Cid. No existen pruebas fidedignas de que Rodrigo Díaz de Vivar pasara por esta localidad burgalesa a la que la tradición atribuye el nacimiento del primer conde de Castilla, Fernán González. 

## Geografía

Vista panorámica

Integrado en la comarca del Arlanza, se sitúa a 34 kilómetros de Burgos. El término municipal está atravesado por la carretera nacional N-234, entre los pK 459 y 462, por la carretera provincial BU-901, que conecta con Cuevas de San Clemente y Covarrubias, y por una carretera local que permite la comunicación con Puentedura. 
El relieve del municipio combina un paisaje castellano de labranza con un gran monte de encinas. El río de la Vega al noroeste y el arroyo del Valle de norte a sur son los cursos de agua más relevantes del altiplano que define el territorio. La altitud oscila entre los 1240 metros al noreste (sierra de las Mamblas) y los 920 metros a orillas del arroyo del Valle. El pueblo se alza a 985 metros sobre el nivel del mar. 
| Noroeste: Cuevas de San Clemente                 | Norte: Cuevas de San Clemente y Mambrillas de Lara | Nordeste: Mambrillas de Lara |
| Oeste: Madrigal del Monte y Torrecilla del Monte |                                                    | Este: Covarrubias            |
| Suroeste: Santa Inés                             | Sur: Quintanilla del Agua y Tordueles y Puentedura | Sureste: Covarrubias         |

## Historia
Los primeros indicios de población se remontan al Neolítico: hachas de fibrolita. Se han encontrado restos arqueológicos de la cultura del Bronce Atlántico (900 al 600 a. C ): puntas de lanza, flechas, fíbulas y otros objetos.
También los romanos se asentaron en Mecerreyes, concretamente en Valdarcos (muy cerca de la raya divisoria con Covarrubias), donde aún se pueden recoger restos cerámicos de «terra sigilata» y de donde procede la estela funeraria romana del año 50, donde aparecería el primer indígena conocido de Mecerreyes: Cayo Aerno.
No se sabe con exactitud cuál es el origen de Mecerreyes ni de su etimología. Dos son las hipótesis posibles y ambas colocan su origen entre los siglos IX-X. La primera argumenta que su fundación vendría a responder al llamamiento de repoblación y derecho de presura de Alfonso III en el año 868; así llegan los mozárabes de la zona andaluza a los reinos de León y de Castilla y las gentes de las montañas del norte. La segunda hipótesis fija su fundación a partir de 912, cuando los infanzones Gundisalvo y Finderico fundan la ciudad de Lara; tras las victorias de Cascajares y Hacinas quieren ensanchar el condado y fijar sus fronteras más allá de la sierra de las Mamblas estableciendo diferentes asentamientos.
Las primeras noticias escritas de la existencia de "Mezerese" son del siglo X, en el acta fundacional del Infantazgo de Covarrubias del año 978, como perteneciente al condado de Lara.

## Demografía
Mecerreyes cuenta con una población de 187 habitantes (INE 2024).
| Gráfica de evolución demográfica de Mecerreyes entre 1842 y 2021 |
| |
| Población de derecho según los censos de población del INE. Población de hecho según los censos de población del INE.Entre el censo de 1857 y el anterior, crece el término del municipio porque incorpora a Mazariegos. |

A partir de la década de 1960 Mecerreyes ha tenido una importante pérdida de población que ha emigrado a las ciudades, especialmente Burgos y Madrid.

## Servicios
El pueblo cuenta con 2 bares, fábrica de morcillas y farmacia.

## Cultura

### Patrimonio material
De su patrimonio histórico y artístico son destacables el dolmen de Mazariegos –en época prehistórica–, el yacimiento arqueológico del alfar de terra sigillata de Valdarcos –en época romana– y la fábrica y obras de arte de la iglesia parroquial de San Martín.

Vista panorámica de Mecerreyes

### Patrimonio inmaterial

#### Oficios tradicionales
Antiguamente había carboneros, canteros, carreteros, tejedores, romaneros, etc.
Tiene una gran tradición en la música tradicional burgalesa sobre todo por la aportación de grandes dulzaineros ya que la dulzaina ha sido un instrumento con gran auge en la localidad. Anualmente se realiza un festival de dulzainas.

#### Fiestas
- El Domingo de Carnaval se realizan las mascaradas y la corrida del gallo.
- La víspera del 1 de marzo, día del Santo Ángel de la Guarda, se encienden hogueras y se cantan marzas.[5]
- La Semana Santa es, junto con las fiestas de Gracias en agosto, el momento del año que más gente se reúne en el pueblo.[6]
- Fiesta del Corpus.[7]
- Fiesta de San Isidro, el 15 de mayo, vinculada a la Hermandad Sindical de Labradores.[8]
- Fiesta de la Virgen del Camino, son dos al año, la primera tiene lugar el domingo más cercano al 24 de mayo, y la segunda en agosto un domingo antes de las fiestas de Acción de Gracias.[9]

- Último fin de semana de agosto, se celebran las Fiestas de Acción de Gracias.[10]

- El 11 de noviembre se celebra el día del patrón, San Martín.[11]